# ベレジナ (補給艦)
ベレジナ（ロシア語: Березина、ラテン文字表記：Berezina）は、ソビエト連邦（ソ連）・ロシア連邦の補給艦。計画名は1833計画「ピガース（ロシア語：Пегас、ラテン文字表記：Pegas、「ペガサス」の意）」で、公称艦級は「統合供給船（ロシア語：корабль комплексного снабжения）」。艦名は、1812年ロシア戦役のベレジナの戦いなどで有名な、現・ベラルーシのベレジナ川に因む。ソビエト連邦海軍（ソ連海軍）・ロシア海軍を通して、補給艦として建造された艦としては最大だった。

## 建造
ソ連海軍では、民間の貨物船や石油タンカーを改装した比較的小型の補給艦や給油艦を戦闘艦に随伴させていたが、大型の補給艦は有していなかった。しかし、1970年代半ばに艦隊の長期航行が考慮されるようになると、大形補給艦が必要とされた。
そこで、高速で大型、しかも本格的な武装を有する補給艦が建造されることとなった。設計はニコラエフ（現・ムィコラーイウ）のチェルノモルスドプロエクト設計局でD.S.シマノフを主任設計者に行われ、二等艦長のB.F.テレギンがオブサーバーとして参加した。
建造はのニコラエフ61コムーナ造船所（現・ニコラエフ造船所）で行われ、1972年8月18日に起工、1975年4月20日に進水、1977年12月30日に黒海艦隊に就役した。

## 設計

### 艦体
上構は船首楼と船尾楼からなり、船尾楼には煙突と航空艤装を有する。また、艦首には主砲を装備し、船首楼と船尾楼の間に搭載・補給スペースを設けているという、アメリカ海軍のネオショ級給油艦やサクラメント級高速戦闘支援艦に似た設計を有した。
航続距離は18 ktで1万100 哩に及び、最大90日間の航行が可能だった。

### 機関・駆動系
主機は、GTA T-1 ディーゼルエンジン（1万5,000 hp）2基で、補機にM-24補助ディーゼルエンジン（1,500 hp）2 基を搭載した。

### 載貨艤装
最大重量2.5 tのハイライン（ケーブル）を用いた洋上輸送装置を両舷に各2基、洋上給油装置を両舷に各1基搭載した。これらの補給装置は、シーステート5の荒天までなら、12 - 18ノットで航行しながらの補給作業が可能だった。また、接舷および接岸しての補給用にクレーンを両舷に各2基搭載した。
艦内には、2,500 tの燃料と1,600 tの水、900 tの乾貨物を搭載することが可能だった。また、洋上での人員補充を想定して、182人分の居住スペースもあった。

### センサー類
捜索レーダーとして、MR-302「ルブカ（NATOコードネーム「ストラット・カーブ」）」Sバンドレーダーを1基前部マスト頂部に搭載した。前部マストには、「ドン2」航海レーダー1基と「ドン・ケイ」航海レーダー2基も搭載した。
なお、冷戦当時の西側諸国では、ソナーの搭載も想定されていた。

### 航空艤装

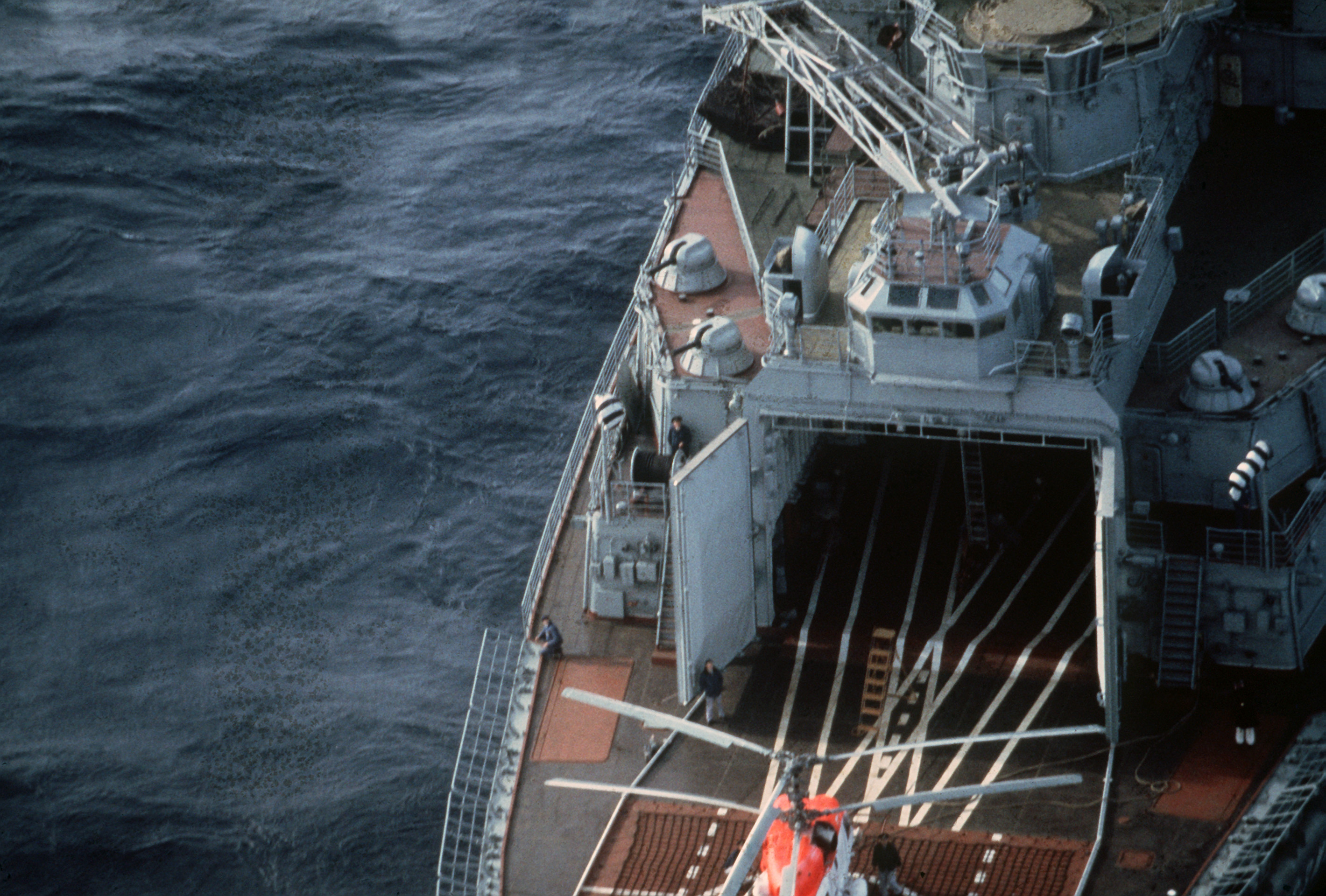
「ベレジナ」の格納庫付近（1986年）飛行甲板にKa-25PSが駐機している。また、格納庫の左右にAK-630 CIWSが見える。

「ベレジナ」はソ連海軍の補給艦として、初めてヘリコプター甲板と格納庫を装備した。格納庫は2機のKa-25PSまたはKa-27PSヘリコプターを格納可能で、これらはヘリコプターを用いた補給（ヴァートレップ）にも用いる事が可能である。

### 兵装
それまでも、ソ連海軍の補給艦や給油艦に試験的に兵装が搭載されたことはあったが、ベレジナには対空・対潜兵装を含む本格的な固定兵装が搭載された。
主砲として、AK-725 57mm連装機関砲を2門艦首に搭載した。AK-725の弾薬は各2,100発、合計で4,200発搭載する。射撃管制は、艦橋頂部の「マフ・コブ」火器管制レーダーで行う。また、ソ連海軍の艦艇に広く搭載されたAK-630 30mm6連装機関砲を4門後部艦橋の左右舷に各2門搭載した。AK-630の弾薬は各4,000発、合計で1万6,000発を搭載する。
さらに、艦対空ミサイルとして、4K33(SA-N-4)連装発射機 1 基を後部艦橋に搭載した。ミサイルは40発を搭載する。ミサイル射撃装置として、MPZ-301「バザー（NATOコードネーム「ポップ・グループ」）」レーダーを1 基後部マスト頂上に設置した。
対潜兵装として、RBU-1000対潜迫撃砲2 基をAK-725 57mm連装機関砲の両脇に装備した。RBU-1000の弾薬は84発を搭載する。

## 運用

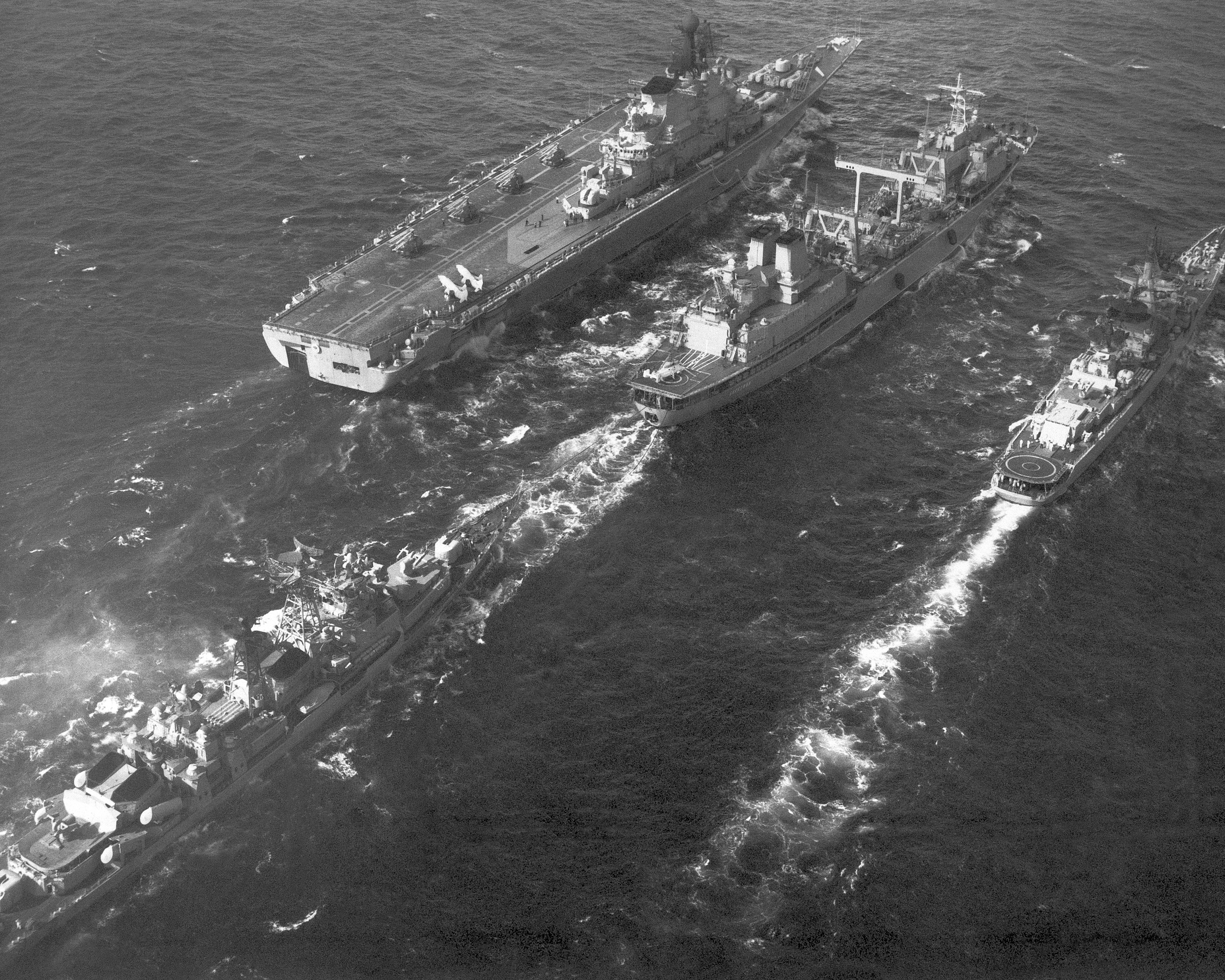
航空母艦「キエフ」（上）とクレスタII型巡洋艦（右）、改カシン型駆逐艦（左下）に一度に補給を行う「ベレジナ」（中央、1985年）

黒海艦隊に配備された「ベレジナ」は、黒海艦隊の長期航海に9回随伴し、地中海や大西洋のみならず、遠くインド洋まで遠征することもあった。1978年から1991年までの航行距離だけで、約9万5,000哩を超える。この間、1979年には西側諸国にも存在が知られたが、「1978年半ばに就役」と誤認されていた。
ソビエト連邦の崩壊後もロシア海軍の黒海艦隊に所属した「ベレジナ」だったが、予算不足から活動は低調となり、1995年から1997年まではゼレノグラード市の援助で運用された。1997年12月1日、「ベレジナ」は民間人が運用する海上輸送部隊に異動となり、専ら海上倉庫として使用された。
「ベレジナ」は2000年に除籍され、2002年3月にスクラップとして売却、解体された。ソ連海軍・ロシア海軍では「ベレジナ」に続く補給艦は建造されず、ドゥブナ級補給艦やボリス・チリキン級補給艦といった、貨物船形の補給艦を運用している。
| 西暦          | 艦番号 |
| ------------- | ------ |
| 1977 - 1978年 | 150    |
| 1979年        | 158    |
| 1979 - 1980年 | 155    |
| 1981 - 1984年 | 196    |
| 1985年        | 157    |
| 1986 - 1987年 | 156    |
| 1988 - 1989年 | 153    |
| 1990年        | 154    |